# 하비 콘
하비 콘(Harvie Maitland Conn (한국명 : 간하배), 1933년 4월 7일 - 1999년 8월 28일)은 미국 웨스트민스터 신학교의 교수였다. 선교학, 개혁신학, 여성신학, 개혁신학등 여러 분야를 강의했다. 도시 선교 분야에서 세계적인 전문가이다.
캐나다 서스캐처원주에서 태어난 간하배 선교사는 미국 캘빈 칼리지및 웨스트민스터 신학교에서 공부하였다. 한국의 선교사로서 총신 신학대학원에서도 교수를 했다. 어반 미션(Urban Mission)의 편집자였다. 한국의 정정숙 교수와 이광희 교수를 비롯한 많은 제자가 있고 그리고 뉴욕시 리디머 장로교회의 팀 켈러가 그와 함께 웨스트민스터 신학교의 교수였다.

## 저서
- 한국 장로교 신학 사상
- Bible Studies on World Evangelization and the Simply Lifestyle (1981)
- Evangelism: Doing Justice and Preaching Grace (1982)
- Reaching the Unreached: The Old-New Challenge (1985)
- Contemporary World Theology (1974)
- Theological Perspectives on Church Growth (1976)
- Eternal Word and Changing Worlds (1984) 영원한 말씀과 변천하는 세계
- A Clarified Vision for Urban Mission: Dispelling the Urban Stereotypes (1987)
- The American city and Evangelical Church: A Historical Overview (1994)
- Planting and Growing Urban Churches: From Dream to Reality (ed.) (1997)
- Urban Ministry: The Kingdom, the City, and the People of God (With Manuel Ortiz) (2001)
- The Urban Face of Mission: Ministering the gospel in a diverse and changing world (2002)

## 같이 보기
- 총신대학교
- 이광희